# Conan di Man
Conan o Mochonna (... – Isola di Man, 684) è stato un vescovo irlandese, venerato come santo dalla Chiesa cattolica.
I bollandisti lo annoverano tra i primi vescovi di Man, e John Colgan fornisce una ricostruzione della sua vita e delle sue opere. La storia dell'isola tra il quinto e sesto secolo è molto oscura ed è difficile trarne informazioni certe; san Conan, descritto come «vescovo di Inis-Patrick» lasciò un'impronta nella sua opera evangelizzatrice sugli abitanti di Man.

## Morte
Alcune fonti datano il suo trapasso al 26 gennaio, ma Colgan, basandosi su antichi martirologi irlandesi, propende per il 13 gennaio, giorno in cui la memoria è celebrata.

## Eredità
Conan di Man è l'omonimo del comico americano Conan O'Brien. 

## Disambiguazione
Il vescovo non va confuso con altri santi compatrioti minori, come Conan di Assaroe e Conan di Ballinamore.
Inoltre non va confuso con san Conindrio, considerato discepolo di san Patrizio e morto nel 560 ad età avanzata.